# 6729 Emiko
6729 Emiko è un asteroide della fascia principale. Scoperto nel 1991, presenta un'orbita caratterizzata da un semiasse maggiore pari a 2,5972709 UA e da un'eccentricità di 0,1745546, inclinata di 13,97629° rispetto all'eclittica.